# Oncidium luridum
O  Oncidium luridum  é uma espécie de orquídeas do gênero Oncidium, também chamado de "dama dançante", da subfamília Epidendroideae da família das Orquidáceas. São encontradas na Flórida e em Cuba, também na América Central e no norte da América do Sul até ao Peru.

## Etimologia
Estas orquídeas estão agrupadas em touceiras.

O nome científico provém do latim Oncidium = "inchaço", "tubérculo".

## Sinônimos
- Cymbidium guttatum (L.) Willd. 1805
- Epidendrum guttatum L. 1753
- Epidendrum maculatum Aubl. 1775
- Lophiaris maculata (Aubl.) Ackerman 2000
- Oncidium apiculatum Moir 1968
- Oncidium berenyce Rchb.f. 1862
- Oncidium boydii hort. ex Lindl. 1855
- Oncidium cuneatum Lindl. 1821
- Oncidium cuneilabium Moir 1968
- Oncidium guttatum (L.) Rchb.f. 1863
- Oncidium luridum var. guttatum (L. ) Lindl. 1839
- Oncidium maculatum (Ruiz & Pav.) Urb. 1918
- Oncidium undulatum Sw. 1812
- Tolumnia berenyce (Rchb.f. ) Braem 1986
- Tolumnia cuneilabia (Moir ) Braem 1986
- Trichocentrum luridum (Lindl.) M.W.Chase & N.H.Williams 2001
- Trichocentrum maculatum (Aubl.) M.W.Chase & N.H.Williams 2001
- Oncidium luridum Lindl. (1823) basónimo
- Oncidium cosymbephorum C.Morren 1849
- Oncidium luridum var. morrenii Lindl. 1855
- Lophiaris lurida (Lindl.) Braem 1993
- Lophiaris cosymbephora (C.Morren) R.Jiménez & Carnevali 2001
- Trichocentrum luridum (Lindl.) M.W.Chase & N.H. Williams 2001
- Trichocentrum cosymbephorum (C.Morren) R.Jiménez & Carnevali 2003

- Nome em Cuba : orquídea silvestre.
- Nome na Flórida : Dingy Flowered Oncidium.

## Habitat
Esta espécie é nativa do sul da Florida e de Cuba, da América Central, do sudeste da Venezuela e do Peru. Esta orquídea se desenvolve em árvores. Área de clima úmido e quente de terras em altitudes que vão do nível do mar até 1400 metros no ambiente de alta luminosidade e florescendo nos meses de estiagem do bosque.

## Descrição
O Oncidium luridum é uma planta epífita, com pseudobulbos pequenos ou quase inexistentes.
Folha oblonga, grossa e coriácea, que pode medir até mais de 50 cm de comprimento.
Suas flores estão dispostas em um pedúnculo robusto que pode alcançar até 2 m de comprimento, com diâmetro de 3 cm, de  cor de café com algumas manchas amarelas e brancas.
Seu fruto é uma cápsula.

## Usos
Planta cultivada como ornamental pelos aficcionados orquidófilos.
Estudos fitoquímicos detectaram a presença de flavonóides nas folhas desta espécie.

A infusão das folhas desta espécie, em forma de xarope, é utilizado em Cuba, contra diversas infecções respiratórias, tais como a asma.

## Cultivo
Tem preferência por muita claridade ou com sombra moderada. Para cultivar, deve-se plantar em um tronco com a base reta não muito larga, para que se possa manter em pé e colocar a orquídea amarrada sempre virada para o leste.

Pode ser posta no exterior como os Cymbidiums para estimular a floração. O seu crescimento necessita de regas frequentes, porém, quando chega a maturação, vai ter que diminuí-las até ficar quase seco.